# Platja de Matadoiro
La platja de Matadoiro és una petita platja urbana de la ciutat de la Corunya, a Galícia, situada al nord de la platja de l'Orzán. Com aquesta última, compta amb la distinció de Bandera blava.
Disposa de lavabos, dutxes, aparcament, servei de vigilància, socorrisme i primers auxilis. No està permès l'accés amb animals.
Hi és habitual la pràctica de surf, bodyboard i longboard gràcies a les seves condicions meteorològiques, marea baixa i vent del sud-oest o nord-est. Anualment se celebra un campionat de longboard, el Matadero Longboard Festival, de participació internacional.